# BamHI

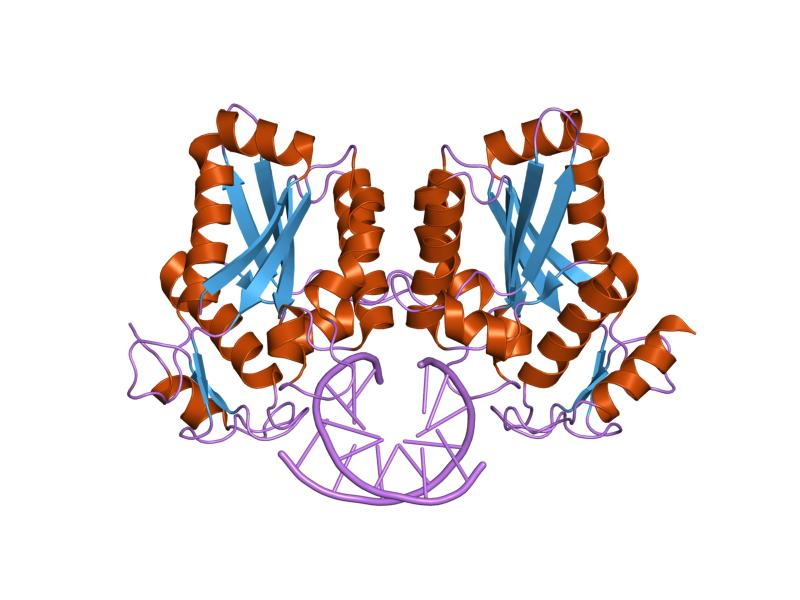
Liaison de la Bam HI à séquence non spécifique d'ADN

BamHI (Bam « H » un) est une enzyme de restriction produite par la souche bactérienne Bacillus amyloliquefaciens, reconnaissant des courtes séquence d'ADN (6 paires de bases) et réalisant leur clivage de manière spécifique sur un site cible. L'enzyme génère des extremités cohésives aux extrémités 5' de l'ADN.
Son site de reconnaissance est le suivant :
```
   5'-GGATCC-3'
   3'-CCTAGG-5'

```

Elle réalise le clivage de la façon suivante :
```
G 
G
 A T C
 C
C C T A 
G
 G
```

La plupart du temps, les sites de restriction sont palindromiques, c’est-à-dire que la séquence d'ADN est la même lorsqu'on la lit du sens 5' vers 3'.